# Baldur’s Gate II: Enhanced Edition
Baldur’s Gate II: Enhanced Edition — обновлённая версия компьютерной ролевой игры Baldur's Gate II: Shadows of Amn (2000) и её дополнения Baldur's Gate II: Throne of Bhaal (2001). Она была разработана Overhaul Games (подразделение Beamdog) и издана Atari. Изначально игра была выпущена в 2013 году на платформах Microsoft Windows и macOS, в 2014 году стала доступна также на iOS, Android и Linux. В 2019 году были также выпущены версии для игровых приставок Xbox One, PlayStation 4 и Nintendo Switch. Baldur’s Gate II: Enhanced Edition включает новый контент и обновлённый игровой движок, совместимый с более новыми версиями операционных систем и широкоэкранными мониторами.
Baldur’s Gate II — это ролевая игра с видом от третьего лица в изометрической проекции, в которой игрок управляет командой искателей приключений, состав которой определяет сам. В переиздании сохранены все составляющие оригинала (сюжет, локации, игровой процесс и персонажи). Кроме того, добавлены новые персонажи, а также отдельное дополнительное приключение The Black Pits II: Gladiators of Thay, сюжет которого основан на гладиаторских боях. В игровой движок Infinity Engine, адаптированный для работы на новых компьютерах и мобильных устройствах, было также включено значительное число улучшений и исправлений.
Baldur’s Gate II: Enhanced Edition получила в основном положительные оценки от критиков, оценивших качество переиздания классической игры. Новые элементы, включённые в игру Beamdog, по мнению обозревателей, достаточно хорошо вписались в созданный BioWare мир, и не выглядели чужеродными, хотя в отдельных рецензиях и отмечались погрешности в их проработке. В числе недостатков назывались упущенный потенциал для модернизации и не до конца устранённые технические проблемы. Неоднозначно была оценена также адаптация управления к сенсорному экрану мобильных устройств и контроллерам игровых приставок.
После выпуска игры Beamdog продолжила работу над её поддержкой игры, выпустив несколько патчей. 31 марта 2016 года было выпущено дополнение к Baldur’s Gate: Enhanced Edition под названием Baldur's Gate: Siege of Dragonspear, которое является приквелом для Baldur’s Gate II: Enhanced Edition.

## Сюжет
В основную сюжетную линию оригинальной игры в обновлённой версии не было внесено изменений, однако были добавлены новые персонажи, которые могут стать членами команды главного героя, и с которыми связаны новые задания и игровые области, в том числе находящиеся за пределами Амна (например, в Тэе). Продолжаются истории трёх из добавленных в Baldur’s Gate: Enhanced Edition персонажей: дикого мага Ниры, монаха Расаада и чёрного стража Дорна, с которыми также становится возможно полноценное развитие романтических отношений. С каждым из этих компаньонов связаны новые задания, как в основной игре, так и в Throne of Bhaal.
- Дорн выполняет приказы своего демонического повелителя, связанные с убийством служителей добра, однако происходящие события заставляют его усомниться в необходимости дальнейшего служения ему[7]. На полуорка начинают охотиться жрецы сразу нескольких богов, и он считает, что не получает за свою опасную работу достойного вознаграждения. Воспользовавшись появившейся возможностью встретиться лицом к лицу со своим хозяином Ур-Готозом, Дорн должен выбрать путь: продолжить служение, получив награду за верность, перейти на сторону Азофет, другого демона, или расправиться с обоими, потеряв силы чёрного стража. В Throne of Bhaal Дорн и главный герой обнаруживают, что за все описанные выше злые дела их имена были внесены в Свиток Возмездия, и теперь за ними охотятся посланники богов. Для того, чтобы избавиться от преследования, команда должна отправиться в Лунию, один из небесных планов, чтобы стереть свои имена из свитка.
- Нира пытается собрать вместе других диких магов в безопасном месте, скрывая их от красных волшебников[7]. Однако из-за того, что один из магов проговаривается о существовании убежища Ниры, всех его обитателей захватывают в плен. Вместе с командой главного героя Нира нападает на анклав красных волшебников в Променаде Аткатлы, освобождая пленников. Однако убежище разгромлено, и Нира остаётся с командой. В Throne of Bhaal Нира сообщает, что Викросс, глава охотящегося за дикими магами ордена Восьми Посохов, находится в Тетире, и предлагает устроить для неё ловушку, устроив выброс дикой магии. План срабатывает, но в последний момент Викросс телепортируется в Тэй — и ещё один выброс дикой магии переносит туда же (на арену, которая является местом действия Gladiators of Thay) команду героя. Один из правителей Тэя, лич Шазз Там, поручает команде убить Викросс, скрывшую от других красных волшебников то, что она тоже является диким магом. После выполнения этого поручения Шазз Там отправляет героев обратно в Тетир (хотя и неохотно), и преследование диких магов прекращается.
- Расаад желает расквитаться c Алорготом — одним из предводителей культа богини тёмной луны Шар, которого считает виновным в том, что его брат Гамаз перешёл на сторону злой богини[7]. Он считает, что Алоргот принял личину предводителя еретического культа, считающего, что богини Селуне и Шар — это две ипостаси одного божества. Прикинувшись отступником, Расаад и команда главного героя проникают в главный храм культа, где выясняется, что ересь действительно была выдумана Алорготом, рассчитывавшим собрать в одном месте отступников из числа последователей обеих богинь и уничтожить их всех. И хотя этот план сорван, Алоргот ускользает. В Throne of Bhaal на команду нападают служители Шар, победив которых команда узнаёт, что культ Шар обосновался в крепости дварфов клана Дипстоун. Расааду, главному герою и их спутникам предстоит победить культистов и освободить порабощённых ими дварфов. Однако Алоргот снова пытается сбежать, на этот раз на план теней. Последовав за ним, в решающем противостоянии команда побеждает союзника Алоргота — теневого дракона — и завладевает ключом от этого измерения, что даёт им возможность вернуться, оставив Алоргота на растерзание теневым монстрам.

Кроме того, в Baldur’s Gate II: Enhanced Edition вводятся и ещё два новых персонажа:
- Хексат, вампир-вор женского пола со злым мировоззрением. Она может стать романтическим интересом для главного героя-женщины[8]. Хексат выступила первым в серии компаньоном с лесбийской сексуальной ориентацией[9]. Из-за вампиризма Хексат, вне подземелий её способности зависят от времени суток[10]. Задания Хексат связаны с поиском сокровищ в гробницах, которым она обязана заниматься по заданиям некоего могущественного мага, известного ей только как «L.»[7]. В Throne of Bhaal «L.» поручает Хексат одно последнее задание: уничтожить одного из его бывших подручных — лича Коркоррана. После выполнения этого поручения «L.» является команде. Оказывается, что это Ларлох — один из наиболее могущественных магов Фейруна. Он даёт Хексат возможность получить её «награду»: излечение от вампиризма и возвращение смертности. Однако это означает моментальное старение и смерть — и главный герой может уговорить Хексат отказаться взамен на обещание убить её, если она этого попросит.
- Вилсон, медведь гризли. Задание по его поиску команда может получить при посещении основанного Нирой убежища диких магов, а сам медведь находится в одной из новых областей, связанных с заданием Расаада. После его освобождения он присоединяется к команде, однако с ним не связано каких-либо дополнительных заданий.

В версии для iOS Нира, Дорн и Хексат появляются в игре только после приобретения соответствующих пакетов DLC.

### The Black Pits II: Gladiators of Thay
Специально для данного переиздания было создано новое приключение The Black Pits II: Gladiators of Thay («Тёмные копи II: гладиаторы Тэя» или «Чёрные ямы II»), отделённое от сюжетной линии основной игры. Оно представляет собой испытание, в котором созданные игроком персонажи выступают в роли гладиаторов на арене, побеждая в серии боёв всё более и более опасных противников. Команда искателей приключений, вырвавшись из плена Баэлота, вновь схвачена и вновь должна сражаться в качестве гладиаторов на арене, теперь уже находящейся в Тэе. Для баталий доступно несколько полей сражений, а между боями персонажи могут разговаривать с другими гладиаторами (их также можно брать с собой на поединки) и обслуживающим персоналом арены. Всего предстоит одержать победу в 19 сражениях. Кроме того, в минуты отдыха герои должны проникнуть в охраняемую зону арены, ослабить охранников и в конце концов возглавить восстание, вырвавшись таким образом на свободу.

## Игровой процесс

Сравнение графики и интерфейса расширенного издания игры Baldur’s Gate II: Enhanced Edition с оригиналом (промо-материалы разработчика)

Игровой процесс не претерпел изменений по сравнению с Baldur’s Gate II: Shadows of Amn, все изменения носили в основном технический характер, хотя были добавлены и некоторые «киты» персонажей, такие как «драконий апостол» (подкласс колдуна) и «танцующий с тенями» (подкласс вора). Улучшенное издание Baldur’s Gate II было основано на обновлённой версии Infinity Engine, работа над которой велась в процессе создания Baldur’s Gate: Enhanced Edition (BG:EE), с изменениями и дополнениями, которые были внесены после выхода первого из переизданий. Как и в BG:EE, поддерживаются широкоэкранные мониторы и более высокие разрешения экрана, чем стандартное для оригинала 800×600, и возможность изменения масштаба колёсиком мыши. В игру перенесены все изменения пользовательского интерфейса из BG:EE, призванные создать удобства игрокам и обеспечить более эффективное использование доступного экранного пространства. Боковые панели могут масштабироваться под используемое экранное разрешение. Имеются и другие небольшие улучшения, такие как увеличенное количество одинаковых предметов, помещающихся в одной ячейке экрана экипировки. В отличие от BG:EE, в переиздании второй части Beamdog сохранила оригинальные видеовставки.
Для удобства пользователей была добавлена функция быстрого сохранения и быстрого сбора предметов, выпавших из врагов. Появилась также внутриигровая справка, призванная заменить многостраничное печатное руководство, поставлявшееся вместе с изданием 2000 года. Начиная с версии игры 2.0, выпущенной 31 марта 2016, добавлены также новые уровни сложности: «сюжетный режим», в котором персонажи не могут умереть, защищены от всех негативных воздействий и имеют максимальные характеристики, и особо сложный режим «наследие Баала», предназначенный для того, чтобы бросить вызов даже опытным игрокам.
В игре имеется многопользовательский режим с поддержкой совместной игры пользователей, использующих разные платформы (как ПК, так и мобильные), если у них установлены одинаковые версии игры. Присутствует многопользовательское лобби с возможностью создания и поиска игр. Версии для приставок Playstation 4, Xbox One и Nintendo Switch не поддерживают многопользовательскую игру.

## Разработка и выпуск
Компания Beamdog была создана в 2009 году сооснователем Bioware Трентом Остером и бывшим ведущим программистом Bioware Кэмероном Тофером. Непосредственно Beamdog занималась цифровым распространением игр, а разработкой игр стало заниматься её подразделение Overhaul Games. Первыми продуктами компании стали улучшенные переиздания игры MDK2. Благодаря тому, что Остер и Тофер сохранили значительное число контактов с предыдущего места работы, довольно быстро им удалось убедить держателей интеллектуальной собственности на игры серии Baldur’s Gate (Hasbro и Wizards of the Coast как правообладателей ролевой системы Dungeons & Dragons, Bioware и Electronic Arts как владельцев прав на исходный код и графические ресурсы) в том, что их переиздание может стать перспективным проектом.
Официальный анонс игры состоялся в марте 2012 года, одновременно с анонсом переиздания Baldur’s Gate: Enhanced Edition. Обе части оригинальной Baldur’s Gate использовали один и тот же игровой движок Infinity Engine, вследствие чего разработчики рассчитывали использовать навыки и наработки, полученные при создании Baldur’s Gate: Enhanced Edition при разработке улучшенного издания Baldur’s Gate II. При подготовке этого переиздания команде разработчиков удалось получить доступ к изображениям фонов, отрендеренным в высоком разрешении, что позволило осуществить их обработку, повысившую качество графики. Изначально разработчики планировали более серьёзные улучшения, однако в полученных от Bioware ресурсах не оказалось значительного количества трёхмерных объектов и текстур, и восстановить утраченные исходные материалы так и не удалось. Довольно масштабная работа была проделана в связи с добавлением новых локаций и персонажей: по словам Трента Остера, объём нового текстового контента составил более 350 тысяч слов.
В июне 2013 года возникли непредвиденные проблемы: из-за возникших правовых разногласий с издателем Atari уже вышедшее переиздание первой части было снято с продаж, а разработка Baldur’s Gate II: Enhanced Edition была остановлена. Однако уже в августе 2013 года юридические проблемы удалось решить, и работы над игрой возобновились. 30 августа 2013 года Beamdog выпустила первый трейлер игрового процесса новой игры и анонсировала дату выпуска: 15 ноября 2013 года.
В намеченную дату состоялся выпуск игры для Windows и Mac OS. Версия для iPad была выпущена 16 января 2014 года, а 16 декабря того же года игра также стала доступна на iPhone, одновременно с выпуском версий для Android и Linux.
15 октября 2019 года Baldur’s Gate II: Enhanced Edition стала доступна на приставках Playstation 4, Xbox One и Nintendo Switch (в комплекте с переизданием предыдущей части). Для этой версии была ещё раз переработана схема управления: основные действия были сопоставлены с кнопками геймпада, а помимо перемещения курсора мыши правым аналоговым стиком можно использовать прямое управление главным героем левым стиком аналогично приставочной версии Diablo III. Действия, которым не досталось собственной выделенной кнопки (журнал заданий и карта, главное меню, сохранение и загрузка, управление командой), были вынесены в круговое меню. Несмотря на наличие у Nintendo Switch сенсорного экрана, в этой версии он не задействован.

### Поддержка после выпуска
В версии 2.0, выпущенной 31 марта 2016 года, был переработан экран характеристик персонажа, появились подсветка доступных областей на карте местности, всплывающие сообщения об обновлениях журнала заданий, полоски здоровья союзников и врагов. Были добавлены новый класс персонажа «шаман» и «кит» жреца Тира, возможность создать всю команду в начале игры (ранее доступную только в многопользовательском режиме), новые уровни сложности, новые портреты персонажей и возможность тонкой настройки искусственного интеллекта союзников, внесены изменения в баланс и новые графические опции, такие как возможность отображения контуров спрайтов и их подсветки. На платформе Steam добавлена поддержка достижений и «облачных» сохранений. Значительное число изменений коснулось поддержки пользовательских модификаций и внедрения новых функций, доступных для использования создателями модов. Версия 2.1, вышедшая 15 апреля 2016 года, исправляла критические ошибки, найденные после выхода предыдущей версии. Версия 2.2, вышедшая 17 мая 2016 года, содержала исправления ошибок, в том числе касавшиеся переноса снаряжения персонажей из основной кампании в Throne of Bhaal, а также повышающие стабильность многопользовательской игры, небольшие обновления интерфейса и графики, а также новые функции для разработчиков модов. Версия 2.3 содержала мелкие исправления.
Пакет исправлений 2.4 был выпущен для платформы iOS 13 сентября 2017 года, принеся поддержку 64-битных процессоров, необходимую для iOS 11, и большинство исправлений, которые стали доступными в версиях для ПК в предыдущих пакетах исправлений.
Версия 2.5 была выпущена 28 июня 2018 года и содержала, помимо значительного числа исправленных ошибок, новый «кит» жреца Темпуса, новые локализации и небольшие изменения интерфейса. Последний по состоянию на октябрь 2021 года пакет исправлений 2.6, основными особенностями которого стали отказ от поддержки 32-битных систем, новые наборы реплик персонажей, озвученные Марком Миром (известным по роли капитана Шепарда из Mass Effect), добавление портретов персонажей из Adventures of Neverwinter, новая французская локализации текста и улучшение стабильности многопользовательской игры и поиска пути персонажами, был выпущен 19 апреля 2021 года.

## Восприятие
| Сводный рейтинг           | Сводный рейтинг                                                     |
| Агрегатор                 | Оценка                                                              |
| ------------------------- | ------------------------------------------------------------------- |
| GameRankings              | 77,26 %                                                             |
| Metacritic                | (PC) 78/100 (iOS) 70/100 (Switch) 71/100 (PS4) 81/100 (XONE) 83/100 |
| Иноязычные издания        |                                                                     |
| Издание                   | Оценка                                                              |
| Destructoid               | 8,5/10                                                              |
| Eurogamer                 | 8/10                                                                |
| GameSpot                  | 7/10                                                                |
| GameStar                  | 80/100                                                              |
| IGN                       | 8,3/10                                                              |
| PC Gamer (US)             | 84/100                                                              |
| GamePlanet                | 9/10                                                                |
| The Escapist              | [ 5 ]                                                               |
| TouchArcade               | (iOS)                                                               |
| Награды                   |                                                                     |
| Издание                   | Награда                                                             |
| Canadian Videogame Awards | Лучшая игра для iOS (2013)                                          |
| Игромания.ру              | Ролевая игра года (2013)                                            |

Игра получила положительные отзывы от большинства критиков. Средняя оценка на Metacritic составила 78 из 100 для платформы Windows и 70 из 100 для платформы iOS. Общим местом в большинстве обзоров был вывод о том, что Enhanced Edition сохранила все достоинства, которыми обладала Baldur’s Gate II, получившая множество наград и до настоящего времени остающаяся одной из самых высокооценённых игровой прессой компьютерных игр (6-е место в рейтинге игр для ПК сайта Metacritic). Именно в этом контексте преимущественно и рассматривалось расширенное издание: так, обозреватель IGN назвал расширенное издание лучшим способом для нового поколения испытать величие Baldur’s Gate II, а Destructoid делал вывод о том, что оно является «удобным и приятным» способом поиграть в классическую игру, с множеством мелких улучшений, которые не имели бы значения, если бы оригинал не был так хорош. Eurogamer писал, что Baldur’s Gate II уже так объёмна, что эта попытка добавить в неё ещё что новое похожа на ещё один, пусть и не самый вкусный, слой глазури на роскошном пироге.
Обозреватель IGN отметил, что Beamdog сделала определённые выводы после состоявшегося в 2012 году выпуска расширенного издания предыдущей части игры, сделав игру более доступной для новых игроков, добавив ориентированные на них настройки и удобства, облегчающие взаимодействие с игрой. В GamePlanet говорилось, что разработчики проделали большую работу, исправляя ошибки, внося поправки в правила и обновляя игровой движок, однако в то же время указывалось, что результат этой работы почти не виден и вряд ли будет замечен большинством игроков, а также что многие возможности для улучшения (например, модернизация интерфейса пользователя, в своей основе оставшегося таким же, как и в оригинальном издании) были упущены.
Новые персонажи были положительно оценены рецензентами. В обзоре IGN говорилось, что более широкие возможности для развития персонажей в Baldur’s Gate II позволили Расааду, Нире и Дорну стать более приятным дополнением к команде игрока, а новые приключения, связанные с ними, больше не кажутся короткими и лишёнными вдохновения, и затрагивают сразу несколько игровых областей, предлагая несколько вариантов развития сюжета, а также достаточно сложные сражения. Хексат этот обозреватель и вовсе назвал «одной из лучших причин» для того, чтобы поиграть в расширенное издание, ссылаясь на хорошо написанную сюжетную линию с неожиданными поворотами. Позитивно оценил связанные с Хексат новые игровые механики и забавные диалоги с другими персонажами и журналист PC Gamer. Обозреватели также отмечали, что новый контент органично сочетается со старым, так что впервые запустившие игру пользователи могут даже не заметить перехода. В то же время, в обзоре Eurogamer говорилось, что новые персонажи не являются столь же примечательными, как некоторые из старых, а качество связанных с ними диалогов, заданий и озвучивания реплик является неровным. GameSpot писал, что местами новые компаньоны не соответствуют духу оригинала, так как в отличие от старых, игравших свои роли по правилам и серьёзно, кажутся слишком современными, допуская, например, шутки на сексуальные темы, которых до этого игра избегала. В GamePlanet отмечалось, что всё, что дают новые персонажи — это ещё несколько часов приключений, и что они не способны изменить общее впечатление от игры.
По поводу нового приключения The Black Pits II: Gladiators of Thay обозреватель IGN указал, что хотя оно, как и в предыдущей части, представляет собой прямолинейный режим, суть которого практически полностью сводится к убийству монстров на гладиаторской арене без необходимости задумываться о сюжете, однако бои стали существенно более сложными, а в целом этот режим можно рассматривать как своего рода обучение перед прохождением основной игры. Обозреватель GameSpot назвал этот режим «достойным продолжением» аналогичного приключения из предыдущей игры, однако счёл его предлагающим немногим большее, чем череда тактических сражений, которых и так уже было в игре предостаточно. Критически отнёсся к включению этого режима Крис Браун с сайта GamePlanet, указавший, что было ошибкой пытаться построить целое новое приключение вокруг сражений на арене, с учётом того, что бои никогда не были самой сильной стороной Baldur’s Gate II, и что время и ресурсы разработчиков, потраченные на The Black Pits II, лучше было бы пустить на доработку основной игры.
В отношении графики переиздания в обзоре GamePlanet указывалось, что «Baldur’s Gate II никогда не выглядела так хорошо», однако в то же время отмечалось, что если созданные на основе оригинальных рендеров высокого разрешения фоны действительно выделяются, то спрайтам персонажей и монстров было уделено недостаточно внимания, и из-за недостаточно высокого разрешения и плохой анимации они контрастируют с более качественными фонами. В числе других наиболее заметных улучшений называлась возможность изменять масштаб, оказывающаяся полезной как в процессе боя, так и при перемещении по локациям, а также интерфейс, подстраивающийся под высокое разрешение экрана.
В обзорах версии для iOS отмечалась чёткая графика высокого разрешения, а по поводу адаптации интерфейса для управления пальцами мнения разошлись: некоторые обозреватели назвали её хорошей, но другие жаловались на то, что некоторые действия выполняются излишне сложно, и что нередко игра выполняет не то действие, на которое рассчитывал игрок. В рецензии TouchArcade отмечалось, что хотя игра может быть запущена и на iPhone, на маленьком экране всех моделей, кроме 6 и 6 Plus, управление становится неудобным, и даже функция увеличения масштаба не очень помогает, так как при этом теряется общая картина событий. В целом обозреватели писали, что по объёму игрового контента, продолжительности игры и богатству возможностей игрового процессе у игры очень мало конкурентов на мобильных устройствах.
Среди недостатков игры обозреватели отметили не до конца устранённые технические недоработки. В Eurogamer отмечалось, что хотя сбоев и других проблем меньше, чем в BG:EE сразу после выхода, всё же случается, что игра аварийно завершает работу. Обозреватель IGN отметил особенно большое число ошибок в заданиях, связанных с новыми персонажами, нередко достаточно серьёзных, чтобы помешать их успешному выполнению. О несрабатывающих событиях в заданиях Хексат и Дорна, сбоях и зависаниях и большом количестве других мелких ошибок писал и автор обзора The Escapist. На сайте GameSpot описывались нерешённые с 2000 года проблемы с поиском пути, из-за которых персонажи оказываются не там, где ожидает их увидеть игрок, которые усугубляются малым размером подземелий, где проходят сражения. В обзоре TouchArcade, вышедшем более чем через год после выпуска игры, говорилось, что многие мелкие проблемы не были решены даже после выхода патчей. Кроме того, как и в случае с BG:EE, в рецензиях указывалось, что улучшения нового издания не являются такими уж существенными, так что опытные игроки всё равно могут предпочесть расширенным изданиям оригинал, который доступен по более низкой цене и дополняется большим количеством бесплатных пользовательских модов и патчей.
Летом 2018 года, благодаря уязвимости в защите Steam Web API, стало известно, что точное количество пользователей сервиса Steam, которые играли в игру хотя бы один раз, составляет 420 031 человек.
Вышедшая в 2019 году для приставок Playstation 4, Xbox One и Switch версия игры также получила в целом положительные отзывы критиков. Большинство обозревателей отметили качественную работу по переносу игры на новые устройства, однако по поводу управления оценки разошлись: так, Vandal назвал его требующим применения абсурдных комбинаций кнопок, в то время как в The Official Xbox Magazine говорилось, что адаптация управления была проделана настолько хорошо, насколько это вообще было возможно для игры подобного плана. В целом, несмотря на небольшие недоработки интерфейса, а также показывающую свой возраст графику, обозреватели сочли эти версии хорошей возможностью для консольных игроков приобщиться к классике ролевых игр.

## Связанные игры
Наработки, полученные при подготовке расширенных изданий Baldur’s Gate и Baldur’s Gate II были использована Beamdog для расширенных переизданий других классических игр, использовавших движок Infinity Engine. 30 октября 2014 года была выпущена Icewind Dale: Enhanced Edition, включавшая весь контент оригинальной Icewind Dale 2000 года и её дополнений Heart of Winter и Trials of the Luremaster, а также новые классы и наборы персонажей, заклинания, предметы и шесть заданий, дополненных контентом, вырезанным из исходной игры.
31 марта 2016 года состоялся выпуск дополнения Baldur’s Gate: Siege of Dragonspear, заполняющего сюжетный пробел между первой и второй частями Baldur’s Gate, и рассказывающего о приключениях главного героя после победы над Саревоком.
11 апреля 2017 года произошёл релиз Planescape: Torment: Enhanced Edition, улучшенного переиздания вышедшей в 1999 году ролевой игры Planescape: Torment. От выпуска переиздания Icewind Dale II, последней из игр, использовавших Infinity Engine, Beamdog была вынуждена отказаться из-за того, что так и не удалось найти исходный код игры, который существенно отличался от использовавшегося в более ранних играх.
В планы Трента Остера входило после выпуска переизданий классических игр и дополнения Siege of Dragonspear получить от правообладателей разрешение на разработку полноценного продолжения серии Baldur’s Gate. Однако в итоге разработка Baldur’s Gate III была поручена Larian Studios. Последним из расширенных переизданий, разработанных Beamdog, стало Neverwinter Nights: Enhanced Edition, выпущенное 27 марта 2018 года и включавшее контент разработанной Bioware классической игры 2002 года Neverwinter Nights и её дополнений.